# 로런 위드먼
로런 위드먼(Lauren Weedman, 1969년 3월 5일 ~ )은 미국의 배우, 희극인, 작가이다.

## 출연 작품

### 영화
- 디 엑스 (2007)
- The Kitty Landers Show (2008) - 단편
- 이매진 댓 (2009)
- 브로큰 데이트 (2010)
- 5년째 약혼중 (2012)
- 레인보우 타임 (2016, Rainbow Time)
- Too Legit (2016) - 단편
- 더 리틀 아워즈 (2017)

### 텔레비전
- 더 데일리 쇼 (2001-02) - 기자
- 르노 911! (2004)
- 헝 (2009-10)
- 뉴 걸 (2012)
- 투 브로크 걸스 (2013)
- 루킹 (2014-15)
- 나의 직장상사는 코미디언 (2021-22)
- 애봇 초등학교 (2022-23)